# Eric Namesnik
Eric Namesnik (n. 7 august 1970, Pittsburgh, Pennsylvania, SUA – d. 11 ianuarie 2006, Ypsilanti⁠(d), Michigan, SUA) a fost un înotător american, medaliat olimpic. A participat la 2 ediții ale Jocurilor Olimpice (1992, 1996) în care a câștigat 4 medalii de argint.